# Йонге Мингьюр Ринпоче

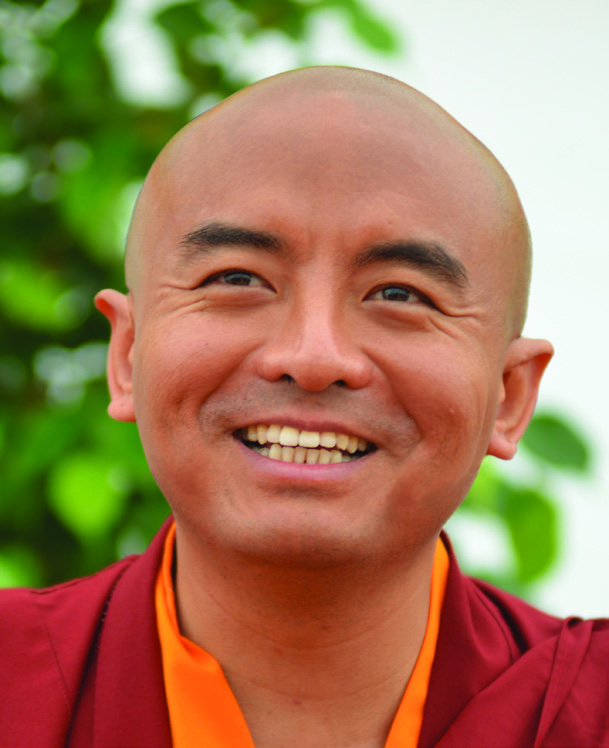
Йонге Мингьюр Ринпоче в 2016 году

 Мингьюр Ринпоче (англ. Yongey Mingyur Rinpoche; род. 1 ноября 1975, Непал) — учитель и монах в традициях Карма Кагью и Ньингма тибетского буддизма. В начале 2000 годов начал путешествовать и учить в Европе, США и Азии, основал сеть центров изучения медитации и практики буддизма, названную Сообщество медитации Тергар. Является автором двух книг-бестселлеров по изучению буддийской медитации. С июня 2011 по ноябрь 2015 находился в продолжительном ретрите, выполняя практику в разных ретритных местах — скитах и пещерах.

## Биография
Мингьюр Ринпоче родился в Непале в 1975 году, младший сын знаменитого учителя тибетского буддизма и признанного мастера медитации XX века - Тулку Ургьена Ринпоче - и Сонам Чодрон, которая является потомком двух тибетских царей Сонгцэн Гампо и Тисонга Децэна.
В возрасте девяти лет Мингьюр Ринпоче начал изучать медитацию у своего отца. В течение трех лет получил от него глубокие наставления по практике методов Махамудры и Дзогчен.
В возрасте одиннадцати лет Мингьюр Ринпоче начал обучаться в монастыре Шераб Линг в северной Индии, резиденции Тай Ситу Ринпоче — одного из держателей линии Карма Кагью.
 Два года спустя, Мингьюр Ринпоче ушёл в традиционный трёхлетний ретрит в Шераб Линге. После завершения ретрита был назначен руководителем следующего — в свои семнадцать лет стал самым молодым руководителем ретрита за всю историю тибетского буддизма. В возрасте двадцати лет был назначен исполняющим обязанности управляющего деятельностью монастыря Шераб Линг. В двадцать три года получил полное монашеское посвящение.
Своими коренными учителями Мингьюр Ринпоче считает своего отца, Тулку Ургьена Ринпоче, своего ретритного мастера Селдже Ринпоче, Тай Ситу Ринпоче и Ньошула Кхена Ринпоче, у которого он получил линию преемственности «ньонтри».
В 2002-м году, по просьбе Е. С. Далай-ламы Мингьюр Ринпоче вошёл в состав группы других опытных практиков буддийской медитации, которые были приглашены принять участие в исследованиях Вейсмановской лаборатории нейрофизиологии и поведения мозга при Университете Висконсина. Тогда Ричард Дэвисон и Антуан Лутц вместе с другими учеными провели ряд экспериментов по изучению влияния медитации на активность мозга опытных практиков.
В 2007 году Ринпоче завершил строительство монастыря Тергар в Бодхгае, который теперь служит большому количеству людей, посещающих буддийские события в этом почитаемом месте паломничества.
С 2010 года Мингьюр Ринпоче также являлся настоятелем монастыря Тергар Осел Линг в Катманду, который основал его отец. Монастырь был почти полностью разрушен во время землетрясения в Непале в 2015 году, и Мингьюр Ринпоче начал проект по его восстановлению. Будущий комплекс должен включать в себя школу для двухсот учеников из бедных семей, шедру (монастырский колледж) для трёхсот-четырёхсот монахов, зал для собраний, учений и церемоний, а также центр обучения для студентов со всего мира.
В июне 2011 года Мингьюр Ринпоче покинул свой монастырь в Бодхгайе, ушёл без денег и личных вещей, чтобы начать продолжительный странствующий ретрит. В течение 4.5 лет Ринпоче практиковал в разных местах Непала и Индии, чередуя уединение в горах и хижинах, паломничества по святым местам и странствия без каких-либо планов и цели. Перед уходом из монастыря Ринпоче оставил прощальное письмо.
В 2015 году Мингьюр Ринпоче вернулся из ретрита, чтобы помочь ученикам, пострадавшим от сильного землетрясения, которое разрушило монастырь "Осел Линг".
В мае 2019 года Мингьюр Ринпоче выпускает книгу «Навстречу миру», в которой рассказывает о начальном этапе своего ретрита. 
В 2021 году выходит фильм «Навстречу миру», в котором Ринпоче делится дополнительными подробностями своего путешествия.

## Семья
У Мингьюра Ринпоче есть шесть старших братьев. Наиболее известны трое из них:
- Чокьи Ньима Ринпоче — духовный руководитель монастыря Ка Ньинг в Катманду, Непал.
- Чоклинг Ринпоче (1952 - 2020) - реинкарнация Чонгьюра Лингпы, основателя линии Чоклинг Терсар, отец нынешнего Дилго Кьенце Ринпоче.
- Цокньи Ринпоче — духовный учитель, руководитель женских монастырей в Непале и Тибете.

## Предыдущие воплощения
Первый Мингьюр Ринпоче — тертон Ридзин Мингьюр Доржде - родился в первой половине XVII века в тибетской провинции Кхам. С тех пор линия Мингьюра Ринпоче непрерывно продолжалась вплоть до нынешней инкарнации — 7-го Мингьюра Ринпоче, который был распознан 16-м Кармапой и 12-м Тай Ситу Ринпоче, с линией которого тесно связана линия Мингьюра Ринпоче.
Дилго Кьенце Ринпоче также считал 7-го Мингьюра Ринпоче перерождением одного из мастеров XX века — Кангьюра Ринпоче.

## Фонд Йонге
В 2003 году Мингьюр Ринпоче основывает "Фонд Йонге"  (англ. The Yongey Foundation) для поддержки своей деятельности по всему миру. Эта деятельность включает в себя поддержку строительства монастыря Тергар в Бодхгайе, поддержку молодых монахов, организацию учений Ринпоче и публикаций его книг.

## Сообщество центров медитации Тергар
Под руководством Йонге Мингьюра Ринпоче создано сообщество, включающее в себя более пятидесяти центров в Америке, Европе (включая Россию), Азии и Австралии. В Украине сообщество встречается онлайн.

## Приезды в Россию
В апреле 2010 года Мингьюр Ринпоче впервые приезжал в Москву. В рамках визита была дана открытая лекция в Центральном Доме Литераторов и трёхдневный семинар по изучению практики медитации.

## Книги
- (2007) Йонге Мингьюр Ринпоче, Эрик Свонсон. Будда, мозг и нейрофизиология счастья. Как изменить жизнь к лучшему. = The Joy of Living: Unlocking the Secret and Science of Happiness : 2007. — М. : Открытый мир, 2009. — 368 с. — Пер. с англ. Ламы Сонам Дордже. — ISBN 978-5-9743-0131-5.
- (2009) Йонге Мингьюр Ринпоче, Тори Хайден. Таши. Щенок, который научился медитировать = Ziji: The Puppy Who Learned to Meditate : 2009. — М. : Ганга, 2017. — 56 с. — Пер. с англ А. Кувшинова, иллюстрации Ляли Вагановой. — ISBN 978-5-9907427-1-0.
- (2009) Йонге Мингьюр Ринпоче, Эрик Свонсон. Радостная мудрость. Принятие перемен и обретение свободы. = Joyful Wisdom: Embracing Change and Finding Freedom : 2009. — М. : Открытый мир, 2010. — 296 с. — Пер. с англ. Фариды Маликовой. — ISBN 978-5-9743-0185-8.
- (2014) Йонге Мингьюр Ринпоче, Хелен Творков. Превращая заблуждение в ясность = Turning Confusion into Clarity: A Guide to the Foundation Practices of Tibetan Buddhism : 2014. — Ганга, 2016. — 448 с. — Пер. с англ. Ольги Турухиной. — ISBN 978-5-9907427-2-7.
- (2018) Йонге Мингьюр Ринпоче, Тори Хайден. Таши и очень страшный человек = Ziji and the Very Scary Man : 2018. — М. : Ганга, 2019. — 48 с. — Пер. с англ. Александра Нариньяни. — ISBN 978-5-907059-60-3.
- (2019) Йонге Мингьюр Ринпоче, Хелен Творков. Навстречу миру = In Love with the World: A Monk's Journey Through the Bardos of Living and Dying : 2014. — М. : Бомбора, 2019. — 320 с. — Пер. с англ.  А.А. Мелихова. — ISBN 978-5-04-094658-7.